# Birnirk-site
De Birnirk-site in een archeologische plaats in de Amerikaanse plaats Barrow in Alaska. Het is een National Historic Landmark sinds 1962. Het is de typesite voor de Birnirkcultuur.